# نهج الادب

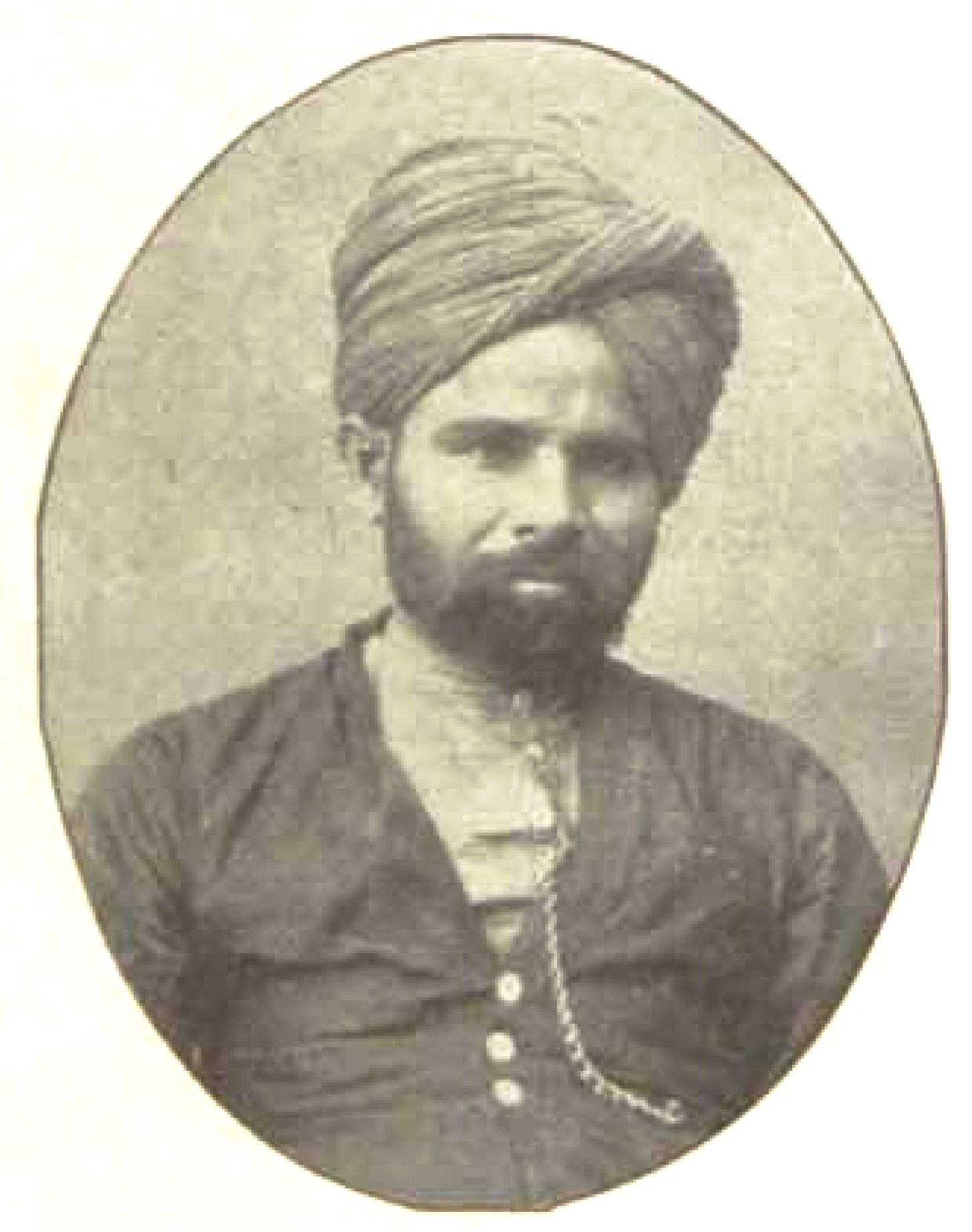
نجم الغنی خان رامپوری، مؤلف نهج الادب

نهج الادب، کتابی است در دستور زبان فارسی که در سال ۱۹۱۹ میلادی به قلم حکیم نجم الغنی خان رامپوری در هند نوشته شده‌است. این کتاب به سبب جامعیت و نگاه موشکافانهٔ مؤلف، مرجعی ارزشمند در مطالعات دستوری به‌شمار می‌رود و در ایران از منابع مهم دستورنویسان بوده‌است.

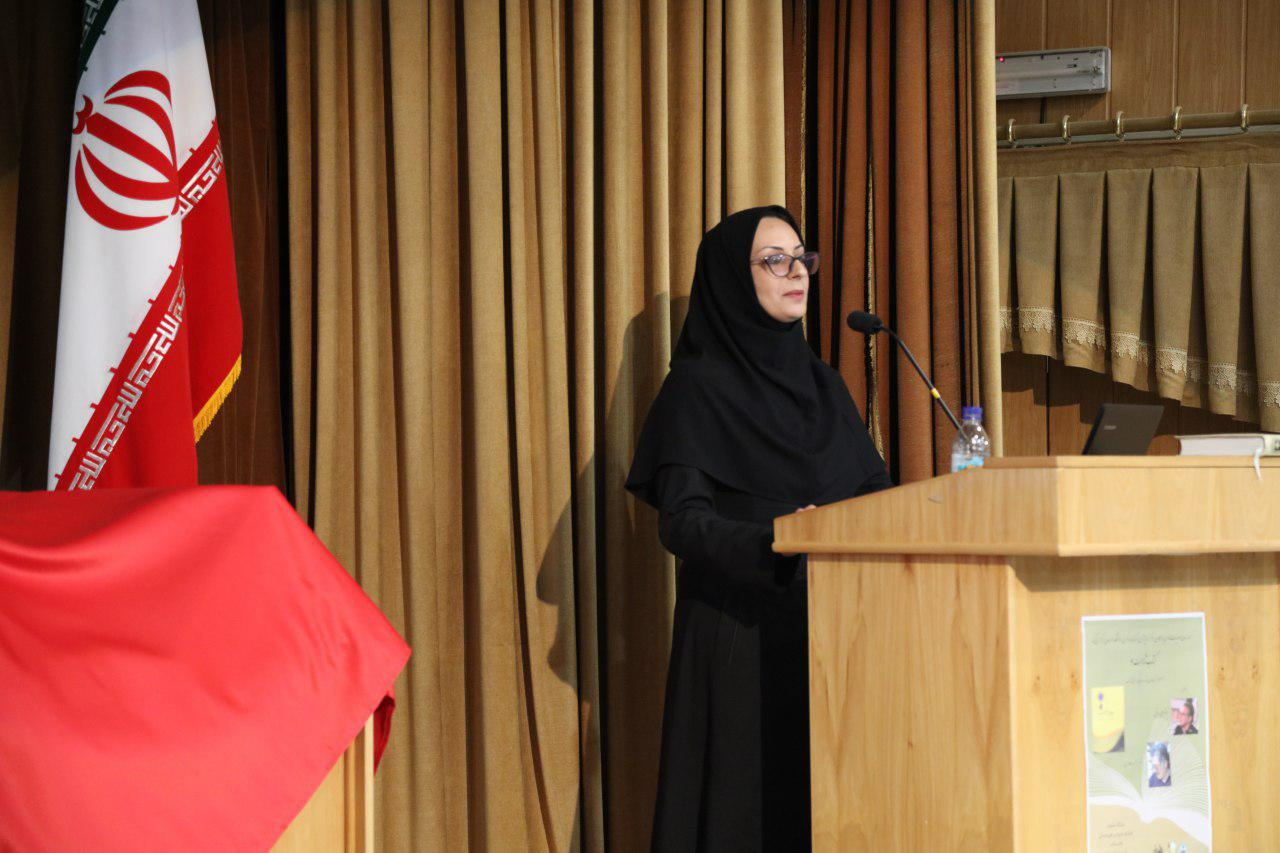
دکتر زهره مشاوری، مصحح کتاب نهج الادب

این کتاب در اردیبهشت ماه ۱۳۹۶ به تصحیح دکتر زهره مشاوری توسط انتشارات سخن و با همکاری مرکز نسخه‌پژوهی و تصحیح متن دانشگاه اصفهان در دو مجلد (۱۲۲۲ صفحه) منتشر شده‌است.
مصحح در مقدمه بر پایهٔ برخی منابع اردو، شرح احوال و آثار نجم الغنی را ذکر کرده و سپس به ویژگی‌های کتاب و روش خود در تصحیح پرداخته‌است. مجلد اول کتاب شامل مقدمهٔ مؤلف و تعلیم اول در علم صرف است که به تعلیقات ختم می‌شود، و مجلد دوم شامل تعلیم دوم در علم نحو و تعلیقات و نمایه‌هاست. تعلیم اول، خود به پنج باب تقسیم می‌شود که ترتیب آنها چنین است: در بیان فعل، در بیان اسم، در بیان حرف، در بیان حرکات و سکنات حروف، در آداب املا و رسم خط پارسی. تعلیم دوم نیز مشتمل بر سه جمله است: در بیان کلمه، در بیان کلام، در بیان ملحقات به مفعول و توابع و مقدرات و محذوفات. پس از این دو تعلیم، بخشی به نام «خاتمةالکتاب» دارد که در آن به موضوعاتی چون اقسام زبان فارسی، کیفیت زبان فارسی و بیان محاورات ایران و توران، حقیقت لغت و ذکر کتب لغت این زبان، ثبوت لغت به قیاس و قرینهٔ بیان وضع کلمات، تصرف تفریس در زبان عربی، تصرف تفریس در الفاظ هندی و تهنید پرداخته شده‌است.
شش نمایه برای این کتاب تهیه شده که عبارتند از:
1. نام کسان
2. نام کتاب‌ها
3. اشعار
4. لغات و ترکیبات اردو
5. عبارات اردو
6. لغات و ترکیبات دشوار[۲]

## سرآغاز کتاب
متن این کتاب با مقدمه زیر آغاز می‌شود:

## حمد خدای عزّوجلّ
مصدر افعال، اسم فاعلی است که به اشتقاق علوم عجیبه و فنون غریبه، غازه تازه بر روی شواهد شیرین‌حرکات الفاظ مالیده و ظروف صفات کامله، ذات واحدی است که اسمای معربات امکان را منصوب زمان و مرفوع مکان گردانیده. فاعلی که صدور افعالش از اغراض، بری است و از حکم و مصالح، ممتلی. هر غایب و حاضر برای نفی انباز و عدیلش گواه است و نیستی ممکنات بر هستی‌اش دلیل بی‌اشتباه. هر نیستی بدو هست است و هر بلندی از او پست. هیچ کلمه و کلام از احصای ثنای آن عامل معنوی ابتدای «کن فکان» بر نیاید و کلامی، مرکّب و جمله، از عهده شکر آن مبدع حرکات و سکنات به در نیاید.
| کنهش مجهول اهل ادراک    |  | اقرار همه که «ما عرفناک» |
| معروف میان خاصّ و هر عامّ |  | کز شکر کند مزید انعام    |

عجز ماسواه بر قدرتش گواه است و هرکه از قوّت به فعل رسیده و از لیس به ایس آمده شاهد که «انّ الأمر کلّه لله».
زهی آفریدگار بیچون که به نگارستان لطایف ابداع و صنایع اختراعتش به اسناد کلمات طلاقت آیات، متکلّم گردیدن و خهی دادار رهنمون که درر غرر ادنی مرتبه صفاتش را به میزان زبان صحیح البیان سنجیدن، اثبات نفی و تأکید جحد است.
| بصیر و سمیع است بی چشم و گوش  |  | منزّه بود علمش از عقل و هوش |
| رحیمی که بر هیچ‌کس در نبست     |  | اگر بت‌پرست و وگر حقّ‌پرست    |
| بساط زمین و بسیط فلک          |  | برآراست از آدمیّ و ملک      |
| جز او کس خداوند این خانه نیست |  | همه زآن اویند بیگانه نیست  |

## احیای نهج الادب پس از یک قرن(مقدمه استاد دکتر عارف نوشاهی)
همان‌گونه که سرزمین شبه قارّه برای تذکره‌نویسی و فرهنگ‌نویسی فارسی بسیار سازوار بوده و مؤلّفان شبه قارّه در این زمینه‌ها بهترین آثار را تألیف کرده‌اند، در دستورنویسی نیز کارنامه مؤلّفان شبه قارّه بس بلند و تحسین‌برانگیز است. یک نگاه اجمالی به فهرست مشترک نسخه‌های خطّی فارسی پاکستان تألیف استاد احمد منزوی (ج۱۳، ص ۲۴۵۹–۲۶۸۲) و کتابشناسی آثار فارسی چاپ شده در شبه قارّه تألیف نگارنده این سطور (ج ۲، ص ۸۹۱–۹۹۰) گواه راستین بر این ادّعاست.
تدوین دستور زبان فارسی در شبه قارّه در ابتدای قرن ۱۱ هجری آغاز شد، وقتی جمال‌الدّین حسین اینجوی شیرازی، مؤلّف ایرانی مقیم هند، در مقدّمه فرهنگ جهانگیری مباحث دستوری را پیش کشید و این کتاب را در دو نوبت تألیف و تجدید نظر کرده، به پادشاهان تیموری هندوستان ـ اکبر و جهانگیرـ تقدیم کرد؛ و امّا نخستین کتاب مستقلّ دستور زبان فارسی که در شبه قارّه تألیف شده و بر ما معلوم است، اصول فارسی تألیف عبدالصّمد ملتانی در سال ۱۱۱۱ هجری است، در حالی که در ایران یک قرن و نیم پس ازین تاریخ، به دستورنویسی پرداخته‌اند.
باوجودی که در قرن ۱۹ میلادی، زبان فارسی رسمیّت خود را در شبه قاره از دست داده بود و کاربرد و حضور فعّال این زبان در جامعه شبه قارّه روز به روز محدودتر می‌شد ولی دستورنویسان شبه قارّه هنوز کتاب‌هایی بس ارزنده برای دستور زبان فارسی می‌نوشتند چنانچه سه کتاب مطرح و مبسوط در این روزگار پدید آمد:
قوانین دستگیری تألیف غلام دستگیر قادری در ۱۲۷۱ق / ۱۸۵۴–۱۸۵۵م.
دستور نامه فارسی تألیف حکیم حسین شریف حکمی بنگلوری در ۱۳۱۰ق/ ۱۸۹۲–۱۸۹۳م.
نهج الادب تألیف حکیم نجم الغنی خان رامپوری، حدود ۱۳۳۷–۱۳۳۸ق/ ۱۹۱۹م.
در این میان، نهج الادب به علّت نوآوری‌های مؤلّف و نگاه موشکافانه به مسائل دستوری و جامعیّت، اقبال بیشتری به دست آورد و در ایران نیز مورد توجّه قرار گرفت. این کتاب نخستین بار در ۱۹۱۹م در هند به چاپ سنگی رسید و اکنون پس از گذشت حدود یک قرن، خانم دکتر زهره مشاوری به احیای این متن پرداخته‌اند و آن را به نحو احسن تصحیح کرده‌اند …